# El Costeño
El Costeño, también conocido como El Bala, fue un tren de pasajeros que brindaba servicio entre la Guadalajara y Heroica Nogales, contaba con un servicio coordinado y conexión con el tren Argonaut de Southern Pacific Railroad a Los Ángeles.
El tren fue operado en sus inicios por la Southern Pacific Railroad, para después pasar al Ferrocarril del Pacífico, más tarde en 1987 a Ferrocarriles Nacionales de México.

## Historia

### Antecedentes
Los antecedentes más antiguos de este ferrocarril se remontan a las concesiones que otorgó el gobierno del presidente Porfirio Díaz para la construcción del Ferrocarril Central Mexicano, que tenía un capital mixto: estadounidense y mexicano. Por la parte estadounidense, el capital provenía de la compañía Achison, Topeka, Santa Fe, mientras que por México provenía del gobierno federal. La concesión base permitía construir una línea entre la Ciudad de México y Ciudad Juárez, inaugurada en 1884, a la cual se le agregó un ramal en 1888 al Océano Pacífico pasando por las ciudades de Guadalajara y Nogales
En 1908, al final del gobierno porfirista, se crea la compañía gubernamental Ferrocarriles Nacionales de México, que constituye la primera nacionalización de los ferrocarriles por su valor estratégico. Esta primera operación se logra al expropiar y fusionar las compañías Central, el Nacional y el Internacional, junto con otras compañías menores con lo cual, se logran 11,117 kilómetros de vías férreas nacionalizadas. Entre 1910 y 1929, el estado de esas líneas era incierto, ya que cayeron en manos de los diferentes grupos que combatieron durante la Revolución Mexicana.
El 23 de junio de 1937, el expresidente Lázaro Cárdenas decretó la nacionalización de la empresa Ferrocarriles Nacionales de México, así nacionalizando muchas linas de trenes, incluyendo las líneas A y B.

### Operación
El Costeño contaba con trenes con servicios de carros dormitorio, comedor, primera y segunda clase a pesar de que el tren era cómodo y barato, era poco puntual con el itinerario que tenía establecido.
El Costeño, identificado con los números 1 y 2, salía todos los días de la semana desde Guadalajara a las 8:00 de la mañana y llegaba a Nogales a las 9:40 de la noche del día siguiente. El recorrido completo duraba casi 26 horas.
Curiosamente, el tren también fue apodado “La Bala”, aunque de forma irónica, ya que realizaba escalas en todas las localidades urbanas y rurales a lo largo de la ruta. Esto contrastaba con su contraparte, el Ferrocarril El Burro, que sí evitaba dichas paradas.

#### Cierre de la empresa de Ferrocarril del Pacífico
en 1987 la epresa ceso sus operaciónes y, a su vez fue integrada a Ferrocarriles Nacionales de México en el mismo año.

#### Accidente de tren en Guamúchil en 1989
El 9 de agosto de 1989, el tren de pasajeros #3 de segunda clase sufrió un accidente ferroviario en dirección hacia la frontera de Estados Unidos con California tras un descarrilamiento por las fuertes lluvias, dejando un saldo aprixmandmanete 100 muertos y unos 200 heridos, el cual fue a las proximidades de Guamúchil y una de las tragedias ferroviarias más graves en la historia de México.

### Privatización y Cierre de operaciones
Entre 1996 a 1997, el presidente Ernesto Zedillo, desincorporo del estado a la empresa paraestatal Ferrocarriles Nacionales de México y se dan por finalizadas las operaciones de transporte de pasajeros en todo el país.
Tras ser de nuevo privatizada la red ferrocarrilera en 1997, Ferromex decidió finalizar la ruta El Costeño de forma idefinida.

### Reanudación
El 20 de noviembre de 2023 el gobierno de Andrés Manuel López Obrador (AMLO) anuncia decreto para reactivar siete rutas de trenes de pasajeros. Entre las que se encuentra la de Ciudad de México-Querétaro–Guadalajara–Tepic–Mazatlán–Nogales. 
El 27 de abril de 2025 la presidenta Claudia Sheinbaum por su visita a Querétaro, inicio trabajos de construcción para el Tren México-Guadalajara-Nogales en su tramo Ciudad de México-Querétaro, comenzando desde la Estación Buenavista hasta la nueva estación en Querétaro llamado La Corregidora, en septiembre del mismo año también se inicia en construcción en el tramo Querétaro-Irapuato y más tarde entre 2026 a 2030 se contruira los tramos Irapuato-Guadalajara (206 km), Guadalajara-Tepic (204 km), Tepic-Mazatlán (275 km), Mazatlán-Los Mochis (441 km), Los Mochis-Guaymas (362 km), Guaymas-Hermosillo (135 km), y Hermosillo-Nogales (277 km), siendo estas líneas las sucesoras para el Tren El Costeño.